# Вудсон (Арканзас)
Вудсон (англ. Woodson) — переписна місцевість (CDP) в США, в окрузі Пуласкі штату Арканзас. Населення — 346 осіб (2020).

## Географія
Вудсон розташований за координатами 34°32′24″ пн. ш. 92°13′21″ зх. д. / 34.54000° пн. ш. 92.22250° зх. д. (34.539932, -92.222636).  За даними Бюро перепису населення США в 2010 році переписна місцевість мала площу 11,52 км², з яких 11,26 км² — суходіл та 0,26 км² — водойми.

## Демографія
Згідно з переписом 2010 року, у переписній місцевості мешкали 403 особи в 165 домогосподарствах у складі 104 родин. Густота населення становила 35 осіб/км².  Було 192 помешкання (17/км²). 
Расовий склад населення:
| - 71,2 % — чорних або афроамериканців - 21,6 % — білих - 4,7 % — азіатів - 0,5 % — корінних американців - 1,7 % — осіб інших рас |

До двох чи більше рас належало 0,2 %. Іспаномовні складали 2,2 % від усіх жителів.
За віковим діапазоном населення розподілялося таким чином: 19,1 % — особи молодші 18 років, 59,8 % — особи у віці 18—64 років, 21,1 % — особи у віці 65 років та старші. Медіана віку мешканця становила 46,9 року. На 100 осіб жіночої статі у переписній місцевості припадало 89,2 чоловіків;  на 100 жінок у віці від 18 років та старших — 87,4 чоловіків також старших 18 років.
За межею бідності перебувало 15,2 % осіб, у тому числі 0,0 % дітей у віці до 18 років та 0,0 % осіб у віці 65 років та старших.
Цивільне працевлаштоване населення становило 117 осіб. Основні галузі зайнятості: освіта, охорона здоров'я та соціальна допомога — 45,3 %, будівництво — 23,1 %, роздрібна торгівля — 18,8 %.